# قائفة مشعة

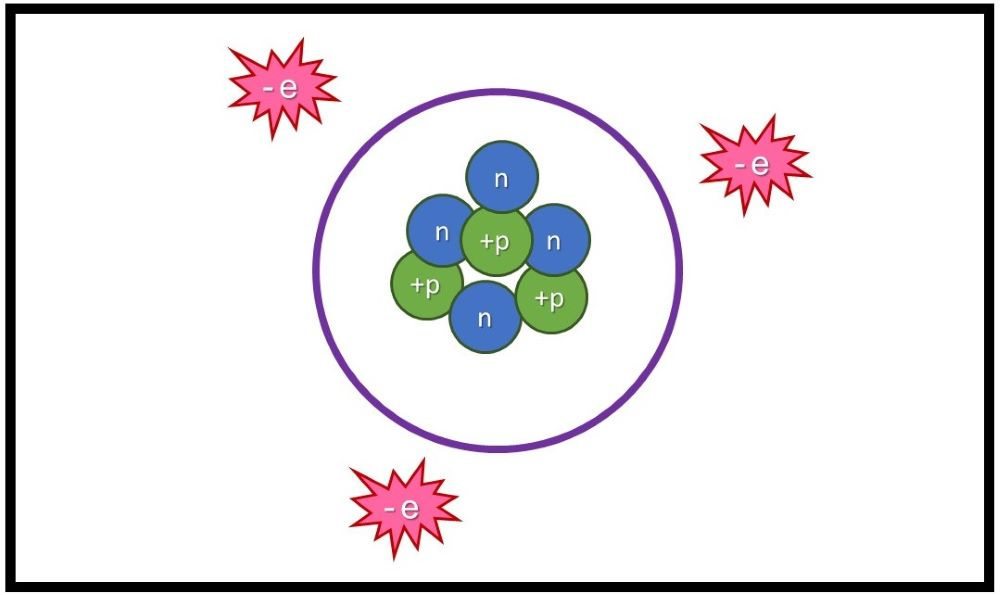
نظائر الليثيوم

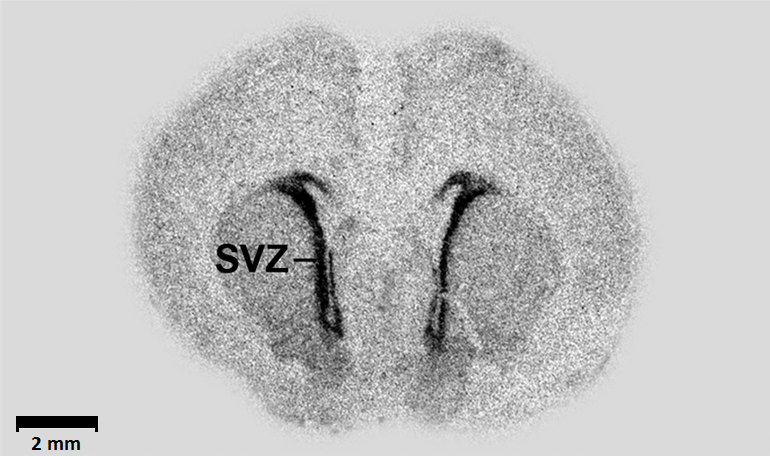
تصوير شعاعي لشريحة من دماغ فأر جنيني. الإشعاع ينبعث من تسلسل قليل النوكليوتيد مترافق مع 35S-dATP، والذي يرتبط بـ GAD67 (غلوتامات ديكاربوكسيلاز).

القائفة المشعّة  (أو المقتفِ المشعّ ) عبارة عن مركب كيميائي استبدلت فيه ذرة واحدة أو أكثر من ذراته بذرة ذات نشاط إشعاعي، بحيث أنه بواسطة اضمحلالها الإشعاعي يمكن اكتشاف آلية التفاعلات الكيميائية من خلال تتبع واقتفاء أثر ذلك النظير المشع من المواد المتفاعلة حتى المنتجات. بالتالي يعرف الوسم النظيري في هذه الحالة باسم الوسم الإشعاعي.
تستخدم النظائر المشعة لعناصر الهيدروجين والكربون والفوسفور والكبريت واليود بشكل كبير لاقتفاء أثر التفاعلات الكميائية الحيوية. يمكن استخدام القوائف المشعة لتببع توزع مادة ما في نظام طبيعي مثل الخلايا أو الأنسجة. بالإضافة إلى التطبيقات الحيوية يمكن استخدام القوائف المشعة أيضاً في مجال التطبيقات الهندسية وذلك من أجل معرفة الصدوع الناجمة عن التصديع المائي أثناء إنتاج الغاز الطبيعي.
يمكن إظهار القوائف المشعة عبر عدة وسائل مثل تصوير مقطعي بالإصدار البوزيتروني (PET scan) أو تصوير طبي بأشعة غاما (SPECT scan) أو بوسائل أخرى مختلفة في علم الصيدلة الإشعاعية.

## تطبيقات جديدة
- يمكن جمع أو إدماج بعض المركبات الموسومة للمستحضرات الصيدلانية الإشعاعية في علوم الكيمياء الحيوية والطب النووي باستخدام النويدات قصيرة العمر، وإنتاج وتطبيقات "Multitracer" التي تحتوي على نويدات مشعة خالية من الناقلات لأكثر من 50 عنصرًا وتقنية تتبع إشعاعية جديدة مقترنة بالتصوير المتزامن لعناصر متعددة.[4]
- يمكن استعمال التصوير الشعاعي في الجراحة الموجهة بالأشعة من خلال المساهمة في التصوير الجزيئي غير الجراحي في مجال الطب الدقيق. أصبح من الواضح أيضًا أن الطب النووي (على سبيل المثال، في شكل متتبعات ثنائية النسق/هجينة) يمكن أن يساعد في تمكين الجراحة الموجهة، وبشكل أكثر تحديدًا، عند استخدام أدوات التتبع الهجينة، يمكن تحديد الآفات وتحديد موضعها بطريقة غير جراحية بحساسية ودقة عالية (موجهة بالنظائر المشعة) وفي النهاية يتم استئصالها تحت التوجيه البصري في الوقت الحقيقي.[5]

## اقرأ أيضاً
- علم الصيدلة الإشعاعية
- فلوروديوكسي غلوكوز